# Edmundo Ros
Edmundo William Ross OBE (Port of Spain, 07 de Dezembro de 1910 — Alicante, 21 de Outubro de 2011), foi um arranjador, músico e vocalista trinitário.

## Biografia
Edmundo Ros nasceu em Port of Spain, capital de Trinidad e Tobago, filho de pai escocês e mãe venezuelana. Durante sua infância, estudou em escolas militares e - após o divórcio de seus pais - mudou-se para a Venezuela em 1927. Lá iniciou sua carreira musical, entrando para a Orquestra Sinfônica da Venezuela. Em 1937, mudou-se para o Reino Unido, estabelecendo-se em Londres, onde prosseguiu com seus estudos voltados à música, até formar sua própria banda, em 1940. A rumba, foi seu principal gênero musical, raro na Inglaterra - motivo pelo qual atraiu diversas atenções. Foi numa associação com o Bagatelle Restaurant, contudo, que a carreira de Ros decolou. Casou-se em 1950 com Britt Johansen, com quem teve dois filhos.
A variação de estilos musicais utilizados foi uma das marcas de sua carreira. Edmundo Ros variou entre baião, chá-chá-chá, mambo, samba, valsa, entre outros, além da rumba. Sua carreira estendeu-se por quatro décadas e teve seu pico de sucesso durante os anos 60. Ros aposentou-se em 1975, quando mudou-se para Alicante, na Espanha, com sua então segunda esposa, Susan.
Edmundo faleceu em 21 de Outubro de 2011, há menos de dois meses de completar 101 anos.

## Discografia selecionada[4][5]
| Álbum                                    | Gravadora                | Ano  |
| ---------------------------------------- | ------------------------ | ---- |
| Ros and Broadway                         | Decca Records            | 1959 |
| Valente & Ros                            | London Records           | 1960 |
| Sing and Dance with Edmundo Ros          | Decca                    | 1963 |
| Ted Health vs Edmundo Ros                | Phase 4 - London Records | 1964 |
| Caterina Valente und Edmundo Ros         | Decca                    | 1964 |
| The Latin World of Edmundo Ros vol.1 e 2 | Decca                    | 1970 |
| Celebration                              | Decca                    | 1990 |
| Hi Fi-esta Perfect for Dancing           | Vocalion Records         | 2005 |

## Filmografia[6]
| Filme / Série        | Ano  | Gênero | Observações            |
| -------------------- | ---- | ------ | ---------------------- |
| What Do We Do Now?   | 1945 | filme  | com sua banda          |
| Night Boat to Dublin | 1946 | filme  | com sua banda          |
| Whirligig            | 1950 | série  | ele mesmo (1 episódio) |
| O Otário             | 1964 | filme  | o maestro              |
| Zien naar Jozefien   | 1967 | série  | ele mesmo (1 episódio) |
| Um Bom Ano           | 2006 | filme  | trilha sonora          |